# Chestnut Street Theatre

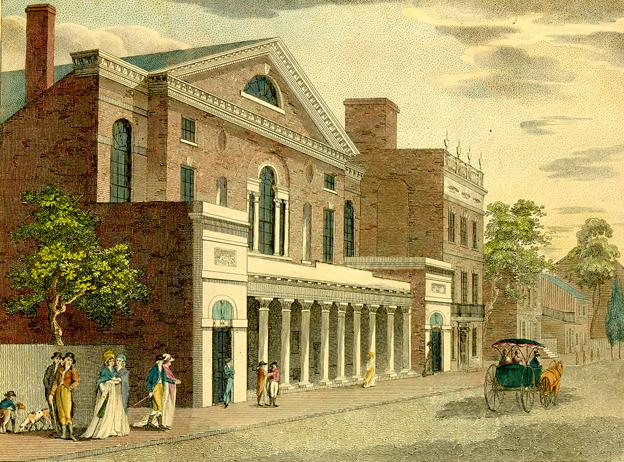
The New Theatre (c.1820)

Chestnut Street Theatre var en teater i staden Philadelphia i USA, verksam mellan 1793 och 1913. Teatern var inhyst i tre olika byggnader under sin verksamhetstid: 1805-16, 1818-56 och 1862-1913, och har därför ibland kallats första, andra och tredje Chestnut Street Theatre. Det var en betydande teater under sin samtid och har ibland kallats den första teatern som uppfördes i USA av privata entreprenörer uteslutande av kommersiella skäl.
Chestnut Street Theatre uppfördes för att inhysa Thomas Wignells teatersällskap. Huset började byggas efter att förslag 1791, och teatern öppnade 1793. Byggnaden brann ned flera gånger, men byggdes upp igen fram till 1913. Det ersatte Southwark Theatre som Philadelphias främsta teaterscen, och platsen för flera av amerikansk teaters större händelser. 1816 blev det den första teatern i USA att installera gasbelysning. Teatern fick sin första rival i Walnut Street Theatre (1811), och efter ytterligare en framgångsrik rival, Arch Street Theatre (1828), började en nedgång: när teatern brann ned 1856, dröjde det över fem år innan den återuppbyggdes. 